# ملیسا اریکو
ملیسا اریکو (انگلیسی: Melissa Errico؛ زادهٔ ۲۳ مارس ۱۹۷۰) یک هنرپیشه، و خواننده اهل ایالات متحده آمریکا است. وی از سال ۱۹۹۵ میلادی تاکنون مشغول فعالیت بوده‌است.
از فیلم‌ها یا برنامه‌های تلویزیونی که وی در آن نقش داشته‌است می‌توان به زندگی یا چیزی شبیه به آن، معشوق و مرغ مقلد آواز نخوان اشاره کرد.